# Héctor Daniel Villalba
Héctor Daniel Villalba (Buenos Aires, Argentina; 26 de julio de 1994) es un futbolista argentino nacionalizado paraguayo, que juega como delantero y su equipo actual es el Club Atlético Peñarol, de la Primera División de Uruguay.
Es internacional absoluto con la selección de Paraguay desde 2018.

## Trayectoria

### Inferiores
Hijo de paraguayos residentes en Argentina, Villalba nació el 26 de julio de 1994 y vivió hasta casi su madurez en la Villa 1-11-14. Llegó a San Lorenzo cuando tenía 10 años, y después de una prueba, quedó entre 500 chicos para comenzar su camino hacia el profesionalismo. Confeso hincha de San Lorenzo, hizo todas las inferiores en el club.

### San Lorenzo
El 18 de agosto de 2012, tiene su debut en la Primera División Argentina, ante Estudiantes de La Plata, cuando ingresó a los 37 minutos del segundo tiempo por Luis Aguiar, con Ricardo Caruso Lombardi como director técnico.
Su debut por la Copa Argentina se produjo contra Gimnasia de Concepción del Uruguay que militaba en el Torneo Argentino A haciendo dupla de ataque con otro juvenil, que sería una de las grandes joyas del club, Ángel Correa.
Convirtió su primer gol con la camiseta de San Lorenzo el 13 de abril de 2013, tras una gran corrida de casi 90 metros frente a Racing por la fecha 9 del Torneo Final. En la fecha 10, volvió a ser titular después de la buena actuación frente a Racing y convirtió otro tanto, esta vez a Arsenal de Sarandi, empujando la pelota después de un grave error del arquero Campestrini. En aquella temporada disputaría nueve encuentros más esos dos goles convertidos.
En la Fecha 2 del Torneo Inicial 2013 le marcó un gol a Racing luego de una gran maniobra personal. El 8 de septiembre convierte un gol contra Rosario Central luego una confusión de la defensa Canalla. En este partido se lesionaría Martín Cauteruccio, por lo que el resto del campeonato Villalba cumpliría la función de reemplazarlo como centro delantero (a pesar de no ser su posición original).
El 19 de octubre de 2013, convierte su quinto gol con la camiseta de San Lorenzo frente a All Boys, tras un gran pase de Néstor Ortigoza. En las 7 fechas que quedaban por disputarse, "Tito" tendría actuaciones variadas para, finalmente, coronarse como campeón del Torneo Inicial. Fue junto a Ignacio Piatti y Ángel Correa los únicos tres jugadores que disputarían los 19 partidos de aquel torneo. Sería titular en ocho partidos e ingresaría en los once restantes.
Ya en el año 2014, por el Torneo Final, Villalba volvería a convertir en la fecha 11 (frente a Arsenal de Sarandí). Sería el segundo de los dos tantos con el que San Lorenzo ganaría el partido.
Su primer gol internacional lo hizo el 9 de abril de 2014 frente al Botafogo de Brasil por el último partido de la fase de grupos de la Copa Libertadores. Ese gol abriría lo que terminaría siendo una goleada por 3-0 y la clasificación de San Lorenzo a los octavos de final.
El 13 de agosto de 2014 logra su segundo título con San Lorenzo, la prestigiosa Copa Libertadores, siendo una de las principales figuras del equipo azulgrana.
El 10 de febrero de 2016 logra su tercer título en San Lorenzo, la Supercopa Argentina 2015. En ese partido el Ciclón superó por 4 a 0 a Boca Juniors, Tito formó parte del banco de suplentes, pero finalmente no ingresó ni un minuto al campo de juego.
El 13 de julio de 2016 es transferido por 2,5 millones de dólares al Atlanta United, una nueva franquicia que ingresaría a la MLS a partir de 2017, por lo que es cedido a Tijuana de México para no perder la actividad.
En febrero de 2020 fue transferido al Club Libertad de Paraguay.

## Selección nacional
El 4 de septiembre de 2018 se nacionalizó paraguayo para poder jugar por la selección.
Debutó con la selección de Paraguay el 20 de noviembre de 2018 en un amistoso contra Sudáfrica que terminó 1-1.

## Estadísticas

### Clubes
Actualizado de acuerdo al último partido jugado el 22 de junio de 2025.
| Club                                | Div.          | Temporada     | Liga  | Liga  | Liga   | Copas nacionales | Copas nacionales | Copas nacionales | Torneos internacionales | Torneos internacionales | Torneos internacionales | Total | Total | Total  |
| Club                                | Div.          | Temporada     | Part. | Goles | Asist. | Part.            | Goles            | Asist.           | Part.                   | Goles                   | Asist.                  | Part. | Goles | Asist. |
| ----------------------------------- | ------------- | ------------- | ----- | ----- | ------ | ---------------- | ---------------- | ---------------- | ----------------------- | ----------------------- | ----------------------- | ----- | ----- | ------ |
| C. A. San Lorenzo Argentina         | 1.ª           | 2012-13       | 9     | 2     | 0      | 3                | 0                | 0                | —                       | —                       | —                       | 12    | 2     | 0      |
| C. A. San Lorenzo Argentina         | 1.ª           | 2013-14       | 34    | 4     | 7      | —                | —                | —                | 13                      | 1                       | 1                       | 47    | 5     | 8      |
| C. A. San Lorenzo Argentina         | 1.ª           | 2014          | 15    | 3     | 1      | 1                | 0                | 0                | 2                       | 0                       | 1                       | 18    | 3     | 2      |
| C. A. San Lorenzo Argentina         | 1.ª           | 2015          | 27    | 6     | 3      | 2                | 0                | 0                | 6                       | 0                       | 0                       | 35    | 6     | 3      |
| C. A. San Lorenzo Argentina         | 1.ª           | 2016          | 4     | 0     | 0      | —                | —                | —                | 2                       | 0                       | 0                       | 6     | 0     | 0      |
| C. A. San Lorenzo Argentina         | Total club    | Total club    | 89    | 15    | 11     | 6                | 0                | 0                | 23                      | 1                       | 2                       | 118   | 16    | 13     |
| Club Tijuana · México               | 1.ª           | A-2016        | 1     | 0     | 0      | 2                | 0                | 0                | —                       | —                       | —                       | 3     | 0     | 0      |
| Club Tijuana · México               | Total club    | Total club    | 1     | 0     | 0      | 2                | 0                | 0                | 0                       | 0                       | 0                       | 3     | 0     | 0      |
| Atlanta United F. C. Estados Unidos | 1.ª           | 2017          | 35    | 13    | 10     | —                | —                | —                | —                       | —                       | —                       | 35    | 13    | 10     |
| Atlanta United F. C. Estados Unidos | 1.ª           | 2018          | 33    | 8     | 6      | 1                | 0                | 0                | —                       | —                       | —                       | 34    | 8     | 6      |
| Atlanta United F. C. Estados Unidos | 1.ª           | 2019          | 22    | 1     | 3      | 1                | 0                | 0                | 4                       | 0                       | 0                       | 27    | 1     | 3      |
| Atlanta United F. C. Estados Unidos | Total club    | Total club    | 90    | 22    | 19     | 2                | 0                | 0                | 4                       | 0                       | 0                       | 96    | 22    | 19     |
| Club Libertad Paraguay              | 1.ª           | 2020          | 20    | 3     | 5      | —                | —                | —                | 6                       | 0                       | 1                       | 26    | 3     | 6      |
| Club Libertad Paraguay              | 1.ª           | 2021          | 20    | 5     | 1      | —                | —                | —                | 14                      | 2                       | 2                       | 34    | 7     | 3      |
| Club Libertad Paraguay              | 1.ª           | 2022          | 22    | 4     | 7      | —                | —                | —                | 3                       | 1                       | 0                       | 25    | 5     | 7      |
| Club Libertad Paraguay              | 1.ª           | 2023          | 29    | 13    | 13     | 1                | 0                | 0                | 10                      | 0                       | 5                       | 40    | 13    | 18     |
| Club Libertad Paraguay              | 1.ª           | 2024          | 7     | 1     | 0      | 2                | 0                | 0                | 2                       | 0                       | 0                       | 11    | 1     | 0      |
| Club Libertad Paraguay              | Total club    | Total club    | 98    | 26    | 26     | 3                | 0                | 0                | 35                      | 3                       | 8                       | 136   | 29    | 34     |
| C. A. Peñarol · Uruguay             | 1.ª           | 2025          | 13    | 2     | 0      | —                | —                | —                | 3                       | 1                       | 0                       | 16    | 3     | 0      |
| C. A. Peñarol · Uruguay             | Total club    | Total club    | 13    | 2     | 0      | 0                | 0                | 0                | 3                       | 1                       | 0                       | 16    | 3     | 0      |
| Total carrera                       | Total carrera | Total carrera | 291   | 65    | 56     | 13               | 0                | 0                | 65                      | 5                       | 10                      | 369   | 70    | 66     |
| 1. 2. 3.                            |               |               |       |       |        |                  |                  |                  |                         |                         |                         |       |       |        |

### Selección nacional
Actualizado de acuerdo al último partido jugado el 17 de octubre de 2023.
| Selección         | Año             | Amistosos | Amistosos | Amistosos | Eliminatorias | Eliminatorias | Eliminatorias | Continental | Continental | Continental | Mundial | Mundial | Mundial | Total | Total | Total  |
| Selección         | Año             | Part.     | Goles     | Asist.    | Part.         | Goles         | Asist.        | Part.       | Goles       | Asist.      | Part.   | Goles   | Asist.  | Part. | Goles | Asist. |
| ----------------- | --------------- | --------- | --------- | --------- | ------------- | ------------- | ------------- | ----------- | ----------- | ----------- | ------- | ------- | ------- | ----- | ----- | ------ |
| Absoluta Paraguay | 2018            | 1         | 0         | 0         | —             | —             | —             | —           | —           | —           | —       | —       | —       | 1     | 0     | 0      |
| Absoluta Paraguay | 2019            | 1         | 0         | 0         | —             | —             | —             | —           | —           | —           | —       | —       | —       | 1     | 0     | 0      |
| Absoluta Paraguay | 2023            | —         | —         | —         | 2             | 0             | 0             | —           | —           | —           | —       | —       | —       | 2     | 0     | 0      |
| Total selección   | Total selección | 2         | 0         | 0         | 2             | 0             | 0             | 0           | 0           | 0           | 0       | 0       | 0       | 4     | 0     | 0      |
| 1.                |                 |           |           |           |               |               |               |             |             |             |         |         |         |       |       |        |

### Resumen estadístico
| Torneo                  | Part. | Goles | Asist. |
| ----------------------- | ----- | ----- | ------ |
| Liga                    | 291   | 65    | 56     |
| Copas nacionales        | 13    | 0     | 0      |
| Torneos internacionales | 65    | 5     | 10     |
| Selección absoluta      | 4     | 0     | 0      |
| Total                   | 373   | 70    | 66     |

## Palmarés

### Campeonatos nacionales
| Título              | Club                 | País           | Año     |
| ------------------- | -------------------- | -------------- | ------- |
| Primera División    | C. A. San Lorenzo    | Argentina      | I-2013  |
| Supercopa Argentina | C. A. San Lorenzo    | Argentina      | 2015    |
| Conferencia Este    | Atlanta United F. C. | Estados Unidos | 2018    |
| Copa MLS            | Atlanta United F. C. | Estados Unidos | 2018    |
| U.S. Open Cup       | Atlanta United F. C. | Estados Unidos | 2019    |
| Primera División    | Club Libertad        | Paraguay       | A-2021  |
| Primera División    | Club Libertad        | Paraguay       | A-2022  |
| Primera División    | Club Libertad        | Paraguay       | A-2023  |
| Primera División    | Club Libertad        | Paraguay       | C-2023  |
| Copa Paraguay       | Club Libertad        | Paraguay       | 2023    |
| Supercopa Paraguay  | Club Libertad        | Paraguay       | 2023    |
| Primera División    | Club Libertad        | Paraguay       | A- 2024 |
| Copa Paraguay       | Club Libertad        | Paraguay       | 2024    |
| Torneo Intermedio   | C. A. Peñarol        | Uruguay        | 2025    |

### Campeonatos internacionales
| Título            | Club              | Sede         | Año  |
| ----------------- | ----------------- | ------------ | ---- |
| Copa Libertadores | C. A. San Lorenzo | Buenos Aires | 2014 |

### Distinciones individuales
| Distinción                         | Año  |
| ---------------------------------- | ---- |
| Gol de la Semana 13 y 29 de la MLS | 2017 |
| Equipo de la Semana 6 de la MLS    | 2017 |
| Gol del Año de la MLS              | 2017 |